# Paolo Lorenzani
Paolo Lorenzani (Roma, 5 gennaio 1640 – Roma, 28 ottobre 1713) è stato un compositore e musicista italiano, visse in Francia per diciassette anni, partecipando alla promozione dello stile musicale italiano. Con Jean-Baptiste Lully, è uno dei più importanti musicisti italiani sotto il regno di Luigi XIV.

## Biografia

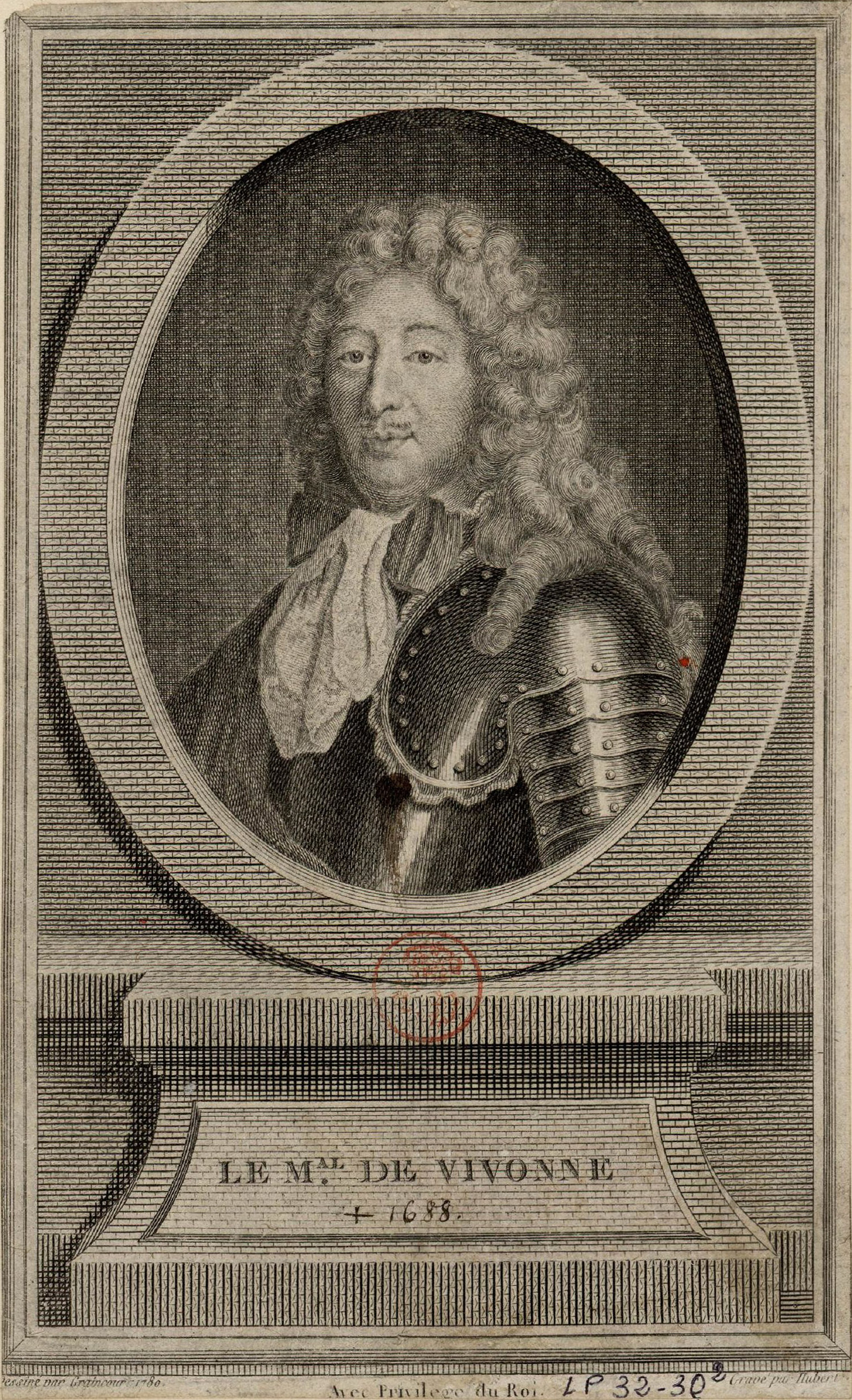
Il duca di Vivonne, che condusse Lorenzani in Francia

Lorenzani nacque a Roma il 5 gennaio 1640 da una famiglia di artistiː suo padre, Giovanni Antonio Lorenzani, era di San Terenzo, sua madre Lorenza Baratta, proveniva da una famiglia di pittori e di scultori vicino a Monte Marcello. I suoi fratelli Giovanni Andrea, Pietro e Giuliano proseguirono l'arte di ottonai nella bottega paterna.
Fu putto cantore della Cappella Giulia di San Pietro in Vaticano, studiando musica sotto la guida di Orazio Benevoli al tempo maestro dell'istituzione, e in breve tempo raggiunse una certa notorietà come musicista.
Il matrimonio del fratello maggiore Giovanni Andrea con Giovanna Petrucci (1659), agevolò l'amicizia dei Lorenzani con i principi Orsini, appassionati di musica.
Dalla confraternita del Santissimo Crocifisso di San Marcello fu incaricato di comporre un oratorio latino per i venerdì di quaresima del 1671 e del 1675.

Nel 1672 fu nominato maestro di cappella del Gesù, dove compose musiche policorali per le feste principali, e del Collegio Romano, compponendo alcuni intermedi per gli spettacoli dei convittori che vi tenevano.

Nel 1674 si trasferì a Messina al seguito del duca di Vivonne, comandante dell'esercito francese, giunto a sostenere la rivolta antispagnola. Nella città siciliana Lorenzani fu nominato maestro di cappella della cattedrale. Nel 1678, quando i francesi dovettero fuggire da Messina, seguì a Parigi il duca di Vivonne. 

Qui venne accolto con favore a corte da Luigi XIV, venendo apprezzato per i mottetti e le composizioni da camera, che suscitarono un nuovo interesse per la musica italiana. Grazie ai guadagni ottenuti a corte con le sue musiche, nel 1679 poté comprare la carica di "maître de musique de la reine" (maestro di musica della regina). L'anno seguente divenne poi "surintendant de la musique de chambre" (direttore della musica da camera) della regina. 
Lorenzani mise in musica la pastorale Nicandro e Fileno su libretto italiano di Filippo Mancini duca di Nevers, rappresentata a Fontainebleau nel settembre 1681. Collaborò alla Sérénade en forme d'opéra, su testo di Charles-Claude Geneste, andata in scena nell'autunno 1682 a Fontainebleau, componendo le parti in italiano, mentre quelle francesi furono composte da Michel-Richard Delalande. Collaborò pure con la cantante Anna Rosalia Carusi, detta la Baronessa, che interpretò alcune sue composizioni alla corte del re. 

Nel 1688, l'Oronthée, l'unica sua opera composta nello stile francese, fu rappresentata per la prima volta all'Académie royale a Chantilly.
Venuti a mancare i suoi maggiori protettori a corte, Lorenzani pubblicò una raccolta di Motets à 1, 2, 3, 4, et 5 parties avec symphonies et basse-continue (Parigi, C. Ballard, 1693), nel tentativo, poi rivelatosi vano, di ottenere un posto di "sous-maître" (vicemaestro) della cappella reale. Ancora nel 1695 pubblicherà a Parigi presso lo stesso editore una raccolta di Airs italiens.
Ritornato a Roma, il 19 luglio 1694 fu prontamente nominato maestro della Cappella Giulia in S. Pietro in Vaticano al posto del defunto Francesco Berretta.

Fu membro della congregazione di Santa Cecilia, in seno alla quale ricoprì più volte il ruolo di guardiano dei maestri di cappella. 

Il 25  settembre 1705 una sua serenata venne eseguita da "celebri canterine" nel palazzo di Maria Casimira di Polonia a Roma.
Morì a Roma il 28 ottobre 1713 e fu sepolto nella chiesa di Santo Spirito in Sassia.
Tra le sue composizioni, si ricordano anche l'oratorio L'angelo custode (su testo di Giovanni Filippo Apolloni), salmi, Magnificat, mottetti, arie, cantate.